# Polizeigewahrsam
Der Polizeigewahrsam (PG) bedeutet in Deutschland den polizeilichen Personengewahrsam zum Zwecke der Gefahrenabwehr. Er gehört zu den polizeilichen Standardmaßnahmen. Rechtsgrundlage sind die Polizeigesetze der Bundesländer und des Bundes. 
Der rein präventive Polizeigewahrsam ist anders als die Verhaftung keine Maßnahme der Strafverfolgung und setzt keinen Haftbefehl voraus. Es findet auch kein Ermittlungsverfahren statt.

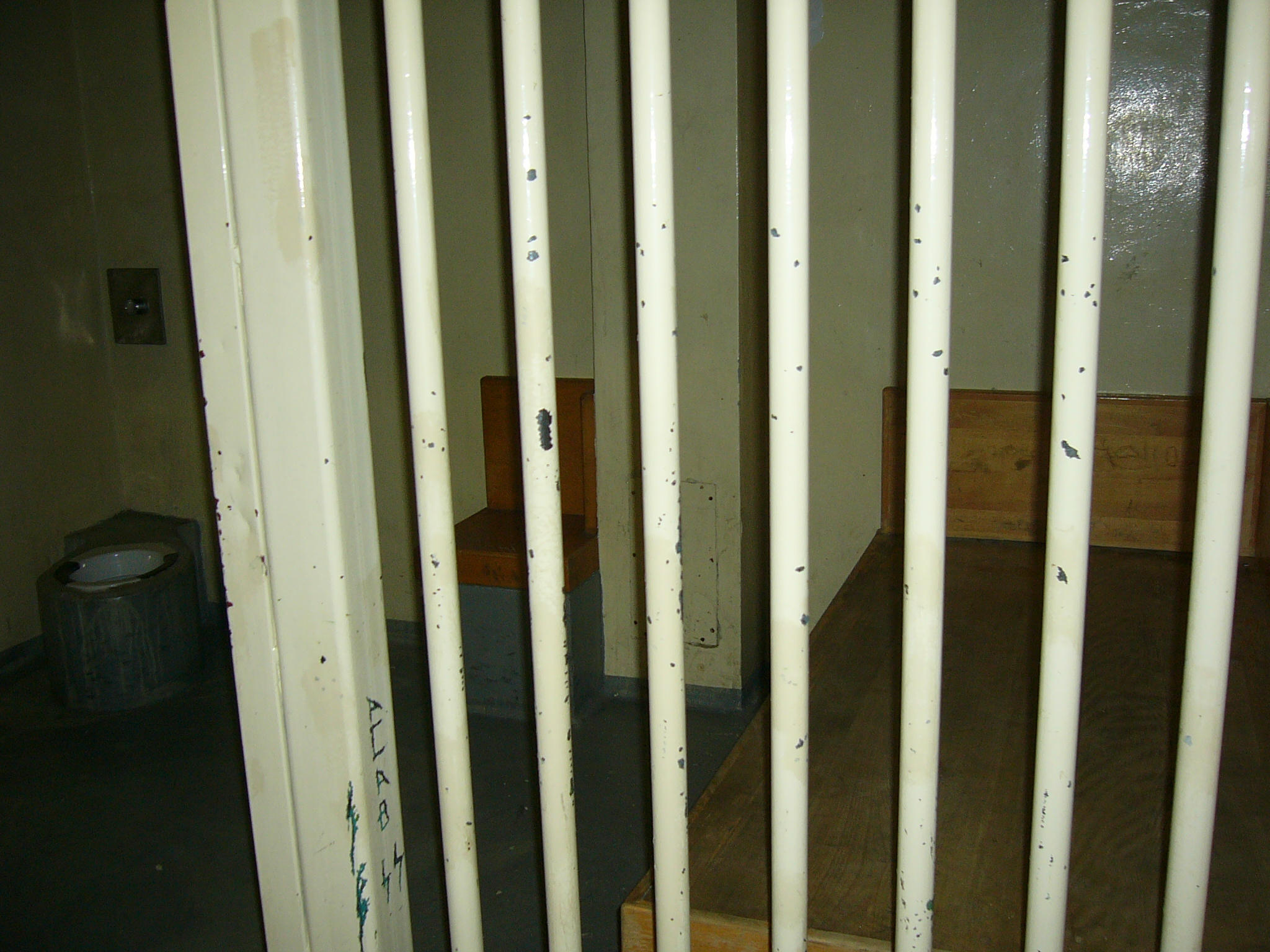
Gewahrsamszelle der Polizei

## Geschichte
Durch Friedrich Wilhelm IV. wurde im „Gesetz zum Schutze der persönlichen Freiheit“ vom 24. September 1848 der Begriff Schutzhaft eingeführt. So wurden zum Beispiel in der Kaiserzeit obdachlos gewordene Personen und Landstreicher ohne richterliche Anordnung oft in Polizeigewahrsam genommen. Auch die Schutzhaft während des sog. Dritten Reichs unterlag keiner richterlichen Kontrolle. Die in Schutzhaft Genommenen wurden direkt in KZs eingewiesen  (Schutzhaft#Grundsätzliches).

## Grundrechts-Eingriff
Der polizeiliche Gewahrsam bedeutet einen Eingriff in die Freiheit der Person (Art. 2 Abs. 2 Satz 2 GG, Art. 5 EMRK). Hierbei wird die Person in einer dem polizeilichen Zweck entsprechenden Weise verwahrt und bis auf Weiteres daran gehindert, sich nach ihrem freien Willen fortzubewegen.
Art. 2 Abs. 2 Satz 2 GG bezeichnet die Freiheit der Person als "unverletzlich". Diese verfassungsrechtliche Grundentscheidung kennzeichnet das Freiheitsrecht als ein besonders hohes Rechtsgut, in das nur aus wichtigen Gründen eingegriffen werden darf. Geschütztes Rechtsgut ist die im Rahmen der geltenden allgemeinen Rechtsordnung gegebene tatsächliche körperliche Bewegungsfreiheit vor staatlichen Eingriffen, also vor Verhaftung, Festnahme und ähnlichen Maßnahmen des unmittelbaren Zwangs.
Nach Art. 104 Abs. 1 Satz 1 GG darf die in Art. 2 Abs. 2 Satz 2 GG gewährleistete Freiheit der Person nur aufgrund eines förmlichen Gesetzes und nur unter Beachtung der darin vorgeschriebenen Formen beschränkt werden. 

## Abgrenzung
Eine Freiheitsbeschränkung liegt vor, wenn jemand durch die öffentliche Gewalt gegen seinen Willen daran gehindert wird, einen Ort aufzusuchen oder sich dort aufzuhalten, der ihm an sich tatsächlich und rechtlich zugänglich ist. 
Die Freiheitsentziehung ist, wenn die – tatsächlich und rechtlich an sich gegebene – körperliche Bewegungsfreiheit nach jeder Richtung hin aufgehoben wird. Zudem setzt sie „eine besondere Eingriffsintensität und eine nicht nur kurzfristige Dauer der Maßnahme voraus“. „Von einer kurzfristigen Maßnahme ist in der Regel auszugehen, wenn sie absehbar die Dauer von ungefähr einer halben Stunde unterschreitet.“
Freiheitsbeschränkungen sind einfaches Festhalten oder die Aufforderung, an einem bestimmten Ort zu bleiben. Der Gewahrsam beginnt mit der Freiheitsentziehung. So ist auch das Festhalten im Streifenwagen ebenso Gewahrsam wie der zwangsweise Aufenthalt auf der Polizeiwache oder die Einkesselung unter freiem Himmel.

## Rechtsgrundlagen
Die einzelnen gesetzlichen Regelungen sind in Anlehnung an das Vorbild des § 13 des Musterentwurfes eines einheitlichen Polizeigesetzes (ME PolG) entstanden. Neben dem Bundespolizei- und dem Bundeskriminalamtgesetz enthalten auch alle Landespolizeigesetze Vorschriften zum Gewahrsam.
Materiell ist zwischen dem sog. Sicherungsgewahrsam und dem Schutzgewahrsam zu unterscheiden. Der Sicherungsgewahrsam dient der Gefahrenabwehr, insbesondere wenn dies unerlässlich ist, um die unmittelbar bevorstehende Begehung oder Fortsetzung einer Straftat oder einer Ordnungswidrigkeit von erheblicher Bedeutung für die Allgemeinheit zu verhindern (vgl. § 39 Abs. 1 Nr. 3 BPolG; § 20p Abs. 1 Nr. 2 BKAG: Abwehr von Gefahren des internationalen Terrorismus). Der Schutzgewahrsam ist zulässig zum Schutz einer Person gegen eine Gefahr für Leib oder Leben, insbesondere weil die Person sich erkennbar in einem die freie Willensbestimmung ausschließenden Zustand oder sonst in hilfloser Lage befindet (vgl. § 39 Abs. 1 Nr. 1 BPolG).
Der Vorgang wird als Ingewahrsamnahme bezeichnet und begründet ein mit hoheitlicher Gewalt hergestelltes Rechtsverhältnis, kraft dessen eine Person die Freiheit in der Weise entzogen ist, dass sie von der Polizei gehindert wird, sich fortzubegeben. Im Fall der Freiheitsentziehung wird die Person in eine Gewahrsamszelle verbracht. 
Für eine vorbeugende Gewahrsamnahme zwecks Durchführung einer reibungslosen und störungsfreien Durchsuchungsmaßnahme gibt es, auch bei einer befürchteten Störung, keine Eingriffsermächtigung.
Die gesetzlichen Rechtsgrundlagen werden ergänzt durch Verwaltungsvorschriften (Gewahrsamsordnungen) der Landesinnenminister, die nähere Bestimmungen über die Durchführung des Polizeigewahrsams enthalten.

## Adressat
Adressat ist die zustandsverantwortliche Person (Störer). Da präventiv-polizeiliches Einschreiten kein Verschulden voraussetzt, reicht eine rechtswidrige Tat aus, ohne dass es auf möglicherweise zugunsten des Betroffenen eingreifende Entschuldigungsgründe ankäme. Ein Gewahrsam ist auch gegenüber strafunmündigen Kindern möglich, die das 14. Lebensjahr noch nicht vollendet haben. Die Bearbeitung von Jugendsachen ist in einer besonderen Polizeidienstvorschrift (PDV) geregelt.

## Voraussetzungen

### Sicherungsgewahrsam
Der Sicherungsgewahrsam wird auch als Sicherheitsgewahrsam, Präventivgewahrsam, Unterbindungsgewahrsam, Verhütungsgewahrsam oder Vorbeugegewahrsam bezeichnet.

#### Unmittelbarkeit
Der Gefahrenmaßstab der Unmittelbarkeit unterscheidet sich nicht von einer gegenwärtigen Gefahr. Die gegenwärtige Gefahr ist als eine Sachlage definiert, bei der das die öffentliche Sicherheit oder Ordnung schädigende Ereignis bereits eingetreten ist (Störung) oder unmittelbar oder in allernächster Zeit mit an Sicherheit grenzender Wahrscheinlichkeit bevorsteht. Das bedeutet, dass ein Schaden für Rechtsgüter in unmittelbarer Zukunft, in allernächster Zeit zu erwarten ist, wenn nicht in die Entwicklung eingegriffen wird.

#### Gefahrprognose
Es muss eine akute Bedrohung der öffentlichen Sicherheit vorliegen. Angesichts der Intensität des Eingriffs müssen im konkreten Fall nachvollziehbare Tatsachen vorliegen, die nach einer Ansicht in der Literatur zu der Gewissheit führen, dass der Schaden sofort oder in allernächster Zeit eintritt. Der bloße „Eindruck“ reiche nicht aus. Nach dem Bundesgerichtshof ist keine Gewissheit erforderlich, es reiche „die tatsachengestützte Überzeugung von der hohen Wahrscheinlichkeit einer künftigen Tatbegehung“.
Einige Polizeigesetze wie für Bayern Art. 17 Abs. 1 Nr. 2 lit. a bis c PAG enthalten darüber hinaus sogenannte gefahrenindizierende Tatbestandsmerkmale, die der Polizei und den zuständigen Gerichten konkrete Anhaltspunkte für eine Prognoseentscheidung über das unmittelbare Bevorstehen von Straftaten und Ordnungswidrigkeiten zur Verfügung stellen. Bei Vorliegen dieser Prognosekriterien kann nach der allgemeinen Lebenserfahrung von einem unmittelbaren Bevorstehen der Straftat ausgegangen werden.
Das kann der Fall sein, wenn die Person die Begehung der Tat angekündigt oder dazu aufgefordert hat oder Transparente oder sonstige Gegenstände mit einer solchen Aufforderung mit sich führt (Art. 17 Abs. 1 Nr. 2a PAG), wenn bei der Person Waffen, Werkzeuge oder sonstige Gegenstände aufgefunden werden, die ersichtlich zur Tatbegehung bestimmt sind oder erfahrungsgemäß bei derartigen Taten verwendet werden (Art. 17 Abs. 1 Nr. 2b PAG) oder wenn die Person bereits in der Vergangenheit mehrfach aus vergleichbarem Anlass bei der Begehung von Ordnungswidrigkeiten von erheblicher Bedeutung für die Allgemeinheit oder Straftaten als Störer betroffen worden ist und nach den Umständen eine Wiederholung dieser Verhaltensweise zu erwarten ist (Art. 17 Abs. 1 Nr. 2c PAG). Sonstige Gegenstände, die ersichtlich zur Tatbegehung bestimmt sind, können neben aktiven Aggressionsmitteln auch Gegenstände sein, die wie etwa Masken oder Kapuzen bei einer Versammlung zu einer verbotenen Vermummung dienen. Ein bloß einmaliger früherer Rechtsverstoß reicht zur Begründung einer Wiederholungsgefahr nicht aus.
Zusätzlich ist erforderlich, dass die vorhandenen Anhaltspunkte im konkreten Einzelfall befürchten lassen, der Betroffene werde im Fall seiner Freilassung die Straftat nunmehr begehen oder fortsetzen.
Bei der Auslegung und Anwendung des Tatbestandsmerkmals der unmittelbar bevorstehenden Begehung oder Fortsetzung einer Straftat oder Ordnungswidrigkeit ist den Polizeibehörden kein Beurteilungsspielraum eingeräumt. Die im Gefahrenabwehrrecht gebotene ex-ante-Betrachtung im Zeitpunkt der Maßnahme unterliegt voller gerichtlicher Nachprüfung.

#### Ordnungswidrigkeit von erheblicher Bedeutung für die Allgemeinheit oder Straftat
Polizeigewahrsam ist zur Verhinderung von Straftaten allgemein zulässig, nicht nur von „Straftaten von erheblicher Bedeutung für die Allgemeinheit“. Diese Einschränkung bezieht sich nur auf Ordnungswidrigkeiten.
Die Bedeutung einer Ordnungswidrigkeit ist erheblich für die Allgemeinheit, wenn ein Schaden für ein besonders bedeutsames Rechtsgut (Leben, Gesundheit, Freiheit, unersetzliche Vermögenswerte) oder für andere Rechtsgüter in erheblichem Umfang oder für den Bestand des Staates und dessen Einrichtungen zu befürchten sind oder wenn die betreffende Vorschrift ein sonstiges bedeutsames Interesse der Allgemeinheit schützt. Eine Ordnungswidrigkeit von erheblicher Bedeutung für die Allgemeinheit kann z. B. ruhestörender Lärm nach § 117 OWiG sein; allerdings hierbei „muss der Lärm zumindest geeignet sein, eine Gesundheitsbeschädigung hervorzurufen, was im Fall der anhaltenden Störung der Nachtruhe durchaus der Fall sein kann“.
In der polizeilichen Praxis wird der Sicherungsgewahrsam vor allem bei Hausfriedensbruch, Stalking oder häuslicher Gewalt eingesetzt (vgl. §§ 35 Abs. 1 Nr. 4, 34a PolG NRW).

#### Verhältnismäßigkeit, insbesondere Unerlässlichkeit
Bei der Einschränkung des Rechts auf Freiheit der Person durch den Gewahrsam ist der Verhältnismäßigkeitsgrundsatz zu beachten.
Als besondere Ausprägung des Verhältnismäßigkeitsgrundsatzes muss der Gewahrsam unerlässlich sein, um die unmittelbar bevorstehende Begehung oder Fortsetzung einer Ordnungswidrigkeit von erheblicher Bedeutung für die Allgemeinheit oder einer Straftat zu verhindern. Da das Instrument des Gewahrsams während der Zeit des Nationalsozialismus massiv missbraucht wurde, sollte durch die Tatbestandsmerkmale "unerlässlich" und "unmittelbar bevorstehend" rechtlich unmöglich gemacht werden, dass die Vorschrift zu einer Ermächtigung zum sog. Vorbeugegewahrsam (früher: Schutzhaft) ausgeweitet wird.
Eine Maßnahme ist nur dann unerlässlich, wenn die Gefahrenabwehr nur auf diese Weise möglich und nicht durch eine andere Maßnahme, beispielsweise einen Platzverweis ersetzbar ist. Die Freiheitsentziehung muss das äußerste und letzte Mittel zu Verhinderung von Schäden darstellen.
Der Gewahrsam muss auch angemessen sein: Das Freiheitsbedürfnis des Betroffenen und das Bedürfnis der Öffentlichkeit zum Schutze hochwertiger Rechtsgüter sind im Einzelfall gegeneinander abzuwägen. Auch die Wahrscheinlichkeit der Rechtsgüterverletzung ist in die Gesamtabwägung mit einzubeziehen. Diese Abwägung ist insbesondere innerhalb des gesetzlich zulässigen Rahmens hinsichtlich der Dauer des Gewahrsams vorzunehmen.

### Schutzgewahrsam

#### Selbstgefährdung
Wird eine Person in Gewahrsam genommen, um eine Gefahr für ihr Leib und Leben abzuwenden, dann spricht man von Schutzgewahrsam. Diese Form des Gewahrsams ist zulässig, wenn die Person sich erkennbar in einem die freie Willensbestimmung ausschließenden Zustand oder sonst in hilfloser Lage befindet.
Eine allgemeine Gefahr reicht nicht aus. Vielmehr muss es sich um eine konkrete Gefahrenlage handeln. Hierbei ist die Polizei beispielsweise im Falle einer versuchten Selbsttötung, die als Unglücksfall i. S. d. § 323c StGB anzusehen ist, nicht nur zum Einschreiten befugt, sondern sogar verpflichtet (vgl. § 28 Abs. 1 Nr. 2c PolG).
Bevor eine hilflose Person in Gewahrsam genommen wird, ist zu prüfen, ob sie – gegebenenfalls unter Einschaltung des Rettungsdienstes – unmittelbar einem Angehörigen oder einer anderen geeigneten Stelle wie einem Krankenhaus, einem Heim oder einer Psychiatrischen Klinik übergeben werden kann.  Soll eine hilflose Person in Polizeigewahrsam eingeliefert werden, ist zuvor die Gewahrsamsfähigkeit durch einen Arzt feststellen zu lassen.

#### Schutz privater Rechte
Einzelne Polizeigesetze lassen einen Gewahrsam auch zum Schutz privater Rechte zu, so § 30 Abs. 1 Nr. 4 ASOG, § 30 Abs. 1 Nr. 4 HSOG oder § 35 Abs. 1 Nr. 5 PolG NRW. Danach kann die Polizei beispielsweise einen Schuldner in Gewahrsam nehmen und dem Arrestgericht vorführen, wenn der Gläubiger einen persönlichen Arrest beantragt hat, eine Verhaftung des Schuldners durch den Gerichtsvollzieher aber nicht rechtzeitig erfolgen könnte (vgl. §§ 916 ff., § 933, § 802g Abs. 2 ZPO).

### Minderjährige
Die Polizei kann Minderjährige, die sich der Obhut der Sorgeberechtigten entzogen haben oder sich an Orten aufhalten, an denen ihnen eine sittliche Gefahr oder Verwahrlosung droht, in Gewahrsam nehmen, um sie den Sorgeberechtigten oder dem Jugendamt zuzuführen (Art. 17 Abs. 2 PAG, § 32 Abs. 2 HSOG, § 30 Abs. 2 ASOG). Minderjährige sind beispielsweise gefährdet, wenn sie sich an Orten aufhalten, an denen Personen der Prostitution nachgehen, illegales Glücksspiel stattfindet oder Betäubungsmittel illegal angeboten werden. Eine Gefährdung liegt in der Regel auch dann vor, wenn Kinder bei ihnen nicht bekannten Personen Mitfahrgelegenheit suchen oder bei diesen als Mitfahrer angetroffen werden (Trampen). 
Zuständige Behörde zur Abwehr einer Gefahr im Sinne des Jugendschutzgesetzes ist die Polizei immer dann, wenn Sofortmaßnahmen zu treffen sind, weil die originär zuständige Jugendschutzbehörde nicht regelnd eingreifen kann, nicht erreichbar ist oder sich deren Mitarbeiter nicht im Dienst befinden, etwa zur Nachtzeit. In derartigen Fällen ist eine polizeiliche Eilzuständigkeit gegeben.
Bis zur Überstellung an das Jugendamt ist eine kind- bzw. jugendgerechte Unterbringung zu gewährleisten. Kinder sind nicht in Gewahrsamsräumen unterzubringen. Sie sind, wenn sie nicht dem Jugendamt überstellt werden, in anderen geeigneten Räumen unter polizeiliche Aufsicht zu stellen.
Ist bei der Inobhutnahme durch das Jugendamt die Anwendung unmittelbaren Zwangs erforderlich, so ist die Polizei hinzuzuziehen (§ 42 Abs. 6 SGB VIII).

### Aus dem Strafvollzug Entwichene
Aufgrund der Polizeigesetze können Personen ohne Fahndungsersuchen gem. § 87 StVollzG in Gewahrsam genommen und in die Anstalt zurückgebracht werden, die aus dem Vollzug von Untersuchungshaft, Freiheitsstrafe oder freiheitsentziehenden Maßregeln der Besserung und Sicherung entwichen sind oder sich sonst ohne Erlaubnis außerhalb der Justizvollzugsanstalt aufhalten, etwa nicht aus dem Freigang oder dem Hafturlaub zurückkehren.

### Verbringungsgewahrsam
Einen Sonderfall des Polizeigewahrsams bildet der Verbringungsgewahrsam. Dieser liegt vor, wenn ein Störer von der Polizei an einen anderen Ort gebracht und dort zurückgelassen wird.
Ob der Verbringungsgewahrsam überhaupt zulässig ist, ist umstritten.

## Verfahren bei Freiheitsentziehung

### Dauer polizeilich angeordneten Gewahrsams
Die Polizei darf aus eigener Machtvollkommenheit (also ohne gerichtliche Entscheidung) niemanden länger als bis zum Ende des Tages nach dem Ergreifen in eigenem Gewahrsam halten (Art. 104 Abs. 2 Satz 3 GG). Wird eine Person am Mittwoch um 00.05 Uhr in Gewahrsam genommen, muss sie bis Donnerstag, 24 Uhr wieder freigelassen werden. Dasselbe gilt, wenn die Person am Mittwoch um 23.59 Uhr in Gewahrsam genommen wurde. Eine Überschreitung dieser Frist führt zur Rechtswidrigkeit des Gewahrsams. 

### Richtervorbehalt
Die in Gewahrsam genommene Person ist unverzüglich, jedenfalls aber spätestens am Tage nach der Festnahme dem Richter vorzuführen (Richtervorbehalt, Art. 104 Abs. 2 GG).
Aus Gründen des effektiven Rechtsschutzes muss die Erreichbarkeit des zuständigen Richters gewährleistet und eine angemessene Wahrnehmung seiner richterlichen Aufgaben möglich sein. Die Erreichbarkeit zur Tageszeit ist stets zu gewährleisten. Ein richterlicher Bereitschaftsdienst zur Nachtzeit ist dann erforderlich, wenn hierfür ein praktischer Bedarf besteht, der über den Ausnahmefall hinausgeht, beispielsweise bei einer angekündigten Massendemonstration.
Die Freiheitsentziehung erfordert nach Art. 104 Abs. 2 Satz 1 GG grundsätzlich eine vorherige richterliche Anordnung. Ausnahmsweise kann diese unverzüglich nachgeholt werden, wenn der mit der Freiheitsentziehung verfolgte verfassungsrechtlich zulässige Zweck nicht erreichbar wäre, sofern der Festnahme die richterliche Entscheidung vorausgehen müsste. Das Gebot einer unverzüglichen Entscheidung gilt dabei für Polizei und Gericht. Unterlässt der zuständige Polizeibeamte es, unverzüglich die richterliche Entscheidung herbeizuführen, führt dies zur Rechtswidrigkeit des darauf beruhenden polizeilich begründeten Gewahrsams. Ein richterlich begründeter nachfolgender Gewahrsam kann allerdings dennoch rechtmäßig sein. Ein polizeiliches Unterlassen, die Entscheidung des Richters unverzüglich herbeizuführen, kann grundsätzlich den Vorwurf der Freiheitsberaubung durch Unterlassen begründen, wobei die hypothetische Entscheidung eines rechtzeitig eingeschalteten Richters allerdings für die Kausalität des Unterlassens relevant ist.
Der Richter muss von Amts wegen die Tatsachen feststellen, die eine Freiheitsentziehung rechtfertigen sollen (§ 26 FamFG). Als Mittel eigener richterlicher Sachaufklärung stehen bei eilbedürftigen Entscheidungen insbesondere die Akten, sichergestellte Sachen, die Aussagen der beteiligten Beamten und die persönliche Anhörung des Betroffenen zur Verfügung.
Bedarf der Gewahrsam wegen seiner Dauer einer richterlichen Anordnung, spricht man von Langzeitgewahrsam. Die höchstzulässige Dauer richtet sich nach dem im Einzelfall einschlägigen Gesetz. Sie darf beispielsweise nach § 42 Abs. 1 Satz 3 Bundespolizeigesetz nicht mehr als 4 Tage betragen, nach § 427 Abs. 1 Satz 2 FamFG die Dauer von sechs Wochen nicht überschreiten oder nach Art. 20 Abs. 2 PAG bis zu einem Monat betragen und kann insgesamt auf längstens zwei Monate verlängert werden. Sind die bei der Polizei für den Langzeitgewahrsam verfügbaren Räumlichkeiten nur unzureichend ausgestattet, kann eine Justizvollzugsanstalt insoweit Amtshilfe leisten und den Gefangenen aufnehmen.
Für die Entscheidung ist das Amtsgericht zuständig, in dessen Bezirk die Person festgehalten wird. Das Verfahren richtete sich bis 31. August 2009 nach dem Gesetz über das gerichtliche Verfahren bei Freiheitsentziehungen. Mit Wirkung zum 1. September 2009 wurden Freiheitsentziehungssachen, die die auf Grund von Bundesrecht angeordnete Freiheitsentziehung betreffen, im Buch 7 des Gesetzes über das Verfahren in Familiensachen und in den Angelegenheiten der freiwilligen Gerichtsbarkeit (§§ 415 ff. FamFG) neu geregelt. Die Polizeigesetze der Länder verweisen für das gerichtliche Verfahren bei Freiheitsentziehungen nahezu durchweg auf das FamFG.

### Rechtsschutz
Der Betroffene hat neben dem Anspruch auf rechtliches Gehör das Recht, zur Sache zu schweigen, sich durch einen Rechtsanwalt seiner Wahl vertreten zu lassen sowie Angehörige zu verständigen. Da es sich beim präventiven Polizeigewahrsam nicht um eine Strafverfolgungsmaßnahme handelt und damit die Strafprozessordnung nicht anwendbar ist, liegt kein Fall einer notwendigen Verteidigung gem. § 140 Abs. 1 Nr. 4 StPO vor, so dass dem Betroffenen kein Pflichtverteidiger gem. § 141 StPO bestellt wird. § 419 FamFG sieht lediglich die Bestellung eines Verfahrenspflegers vor. Beispielsweise in Bayern wird allerdings nach Art. 97 Abs. 4 Polizeiaufgabengesetz für die richterliche Entscheidung von Amts wegen ein anwaltlicher Vertreter bestellt, sofern die in Gewahrsam befindliche Person noch keinen solchen hat.
Der richterliche Beschluss, den Gewahrsam anzuordnen bzw. abzulehnen, kann von dem Betroffenen bzw. der Polizei mit der Beschwerde angefochten werden (§ 59, § 64 FamFG). 
Freiheitsentziehungen ohne richterliche Anordnung sind Dauerverwaltungsakte, die sich mit der Freilassung erledigen. Ein etwaiger Widerspruch hat keine aufschiebende Wirkung (§ 80 Abs. 2 Nr. 2 VwGO). Sie können im Wege der Fortsetzungsfeststellungsklage vor dem Verwaltungsgericht auf ihre Rechtmäßigkeit überprüft werden (§ 40 Abs. 1 VwGO). Qualifiziert man die Ingewahrsamsnahme als Realakt, ist die Feststellungsklage gem. § 43 VwGO statthaft. Die abdrängende Sonderzuweisung zu den ordentlichen Gerichten für Justizverwaltungsakte (§ 23 EGGVG) gilt für präventive polizeiliche Maßnahmen nicht. Beispielsweise in Niedersachsen ist allerdings für die Prüfung der Rechtmäßigkeit nach Beendigung des Gewahrsams der Rechtsweg zum Amtsgericht eröffnet (§ 19 Abs. 2 NPOG).

## Kosten
Die Verwaltungskosten für einen rechtmäßigen Polizeigewahrsam und eine damit verbundene Beförderung können dem Veranlasser aufgegeben werden. Gegen den Kostenbescheid steht der Rechtsweg zur Verwaltungsgerichtsbarkeit offen.

## Gefangenenbefreiung
Sobald die betroffene Person als Gefangener gilt, ist das Befreien als Vergehen der Gefangenenbefreiung nach § 120 StGB strafbar. Typischerweise wird die Tat in Tateinheit mit Körperverletzung nach § 223 StGB und Widerstand gegen Vollstreckungsbeamte nach § 113 StGB bzw. Tätlichem Angriff auf Vollstreckungsbeamte nach § 114 StGB begangen.